# Il compleanno
Il compleanno (ook David's Birthday) is een Italiaanse film uit 2009.

## Verhaal
Een vriendengroep bestaande uit twee getrouwde koppels van rond de veertig huurt een villa aan zee om hun zomer in door te brengen. Matteo is een psychiater die getrouwd is met Francesca. Shary is getrouwd met Diego. Hun aantrekkelijke zoon David komt op een gegeven moment zijn achttiende verjaardag vieren en zet alles op zijn kop. Matteo voelt zich namelijk tot zijn grote verbazing aangetrokken tot hem.

## Rolverdeling
- Thyago Alves als David
- Massimo Poggio als Matteo
- Maria de Medeiros als Francesca
- Alessandro Gassman als Diego
- Michela Cescon als Shary
- Christo Zjivkov als Leonard